# Incontro alla Porta d'Oro (Filippo Lippi)
L'Incontro di Gioacchino e Anna alla Porta d'Oro è parte di una predella di una pala d'altare (tempera su tavola (20,5x47,9 cm) eseguita da Filippo Lippi, databile al 1440-1445 e conservata nell'Ashmolean Museum di Oxford.

## Storia
La datazione è oggetto di dibattito, come anche l'identificazione della pala cui la predella faceva parte, per la mancanza di documenti e fonti certe: tuttavia, per stile e iconografia, viene associata all'Annunciazione di Monaco di Baviera.

## Descrizione e stile
Il soggetto dell'opera è l'incontro alla Porta d'Oro, tratto da un episodio del Protovangelo di Giacomo, che narra della riunione di Anna e Gioacchino, genitori di Maria avvenuto alla Porta Aurea di Gerusalemme, e del bacio da cui sarebbe stata concepita miracolosamente Maria, tema che si lega al dibattuto concetto dell'Immacolata concezione di Maria. Il dipinto è ricco di simboli complessi, come, ad esempio, gli uccelli in secondo piano: si pensa siano aironi, simbolo del rifiuto delle false dottrine, in riferimento al concetto del concepimento di Maria.